# Right Whale Bay
Die Right Whale Bay ist eine 2,5 km breite Bucht an der Nordküste Südgeorgiens. Sie liegt zwischen den Landspitzen Craigie Point und Nameless Point.
Die bis mindestens in das Jahr 1922 zurückdatierte Benennung der Bucht ist etabliert. Namensgebend sind die Glattwale der Gattung Eubalaena (englisch right whale) und hier speziell der um Südgeorgien verbreitete Südkaper (Eubalaena australis).